# فرنسيس غوتييه
فرنسيس غوتييه (بالإسبانية: Fanny Gautier)‏ هي ممثلة إسبانية، ولدت في 21 نوفمبر 1970 بمدريد في إسبانيا.

## أعمال

### أفلام
- (1997) افتح عينيك[2]

## وصلات خارجية
- فرنسيس غوتييه على موقع IMDb (الإنجليزية)
- فرنسيس غوتييه على موقع ألو سيني (الفرنسية)
- فرنسيس غوتييه على موقع أول موفي (الإنجليزية)
- فرنسيس غوتييه على موقع قاعدة بيانات الفيلم (الإنجليزية)
- فرنسيس غوتييه على موقع كينوبويسك (الروسية)